# Хорас Гулд
Орас Гулд (на английски: Horace Gould) е бивш британски автомобилен състезател, пилот от Формула 1. Роден на 20 септември 1918 година в Бристол, Великобритания.

## Формула 1
Орас Гулд прави своя дебют във Формула 1 в Голямата награда на Великобритания през 1954 година. В световния шампионат записва 18 състезания като печели две точки, състезава се с частни коли Купър и Мазерати.